# TFF 1. Lig 2023-2024
La TFF 1. Lig 2023-2024 è la 23ª edizione della TFF 1. Lig, la seconda serie del campionato turco di calcio. Il campionato è iniziato il 12 agosto 2023 con la prima giornata e si concluderà a maggio 2024 con la finale dei play-off per la promozione.

## Stagione

### Novità
Dalla TFF 1. Lig 2022-2023 sono stati promossi in Süper Lig il Samsunspor, il Çaykur Rizespor e il Pendikspor. Dalla Süper Lig 2022-2023 sono retrocessi il Giresunspor e l'Ümraniyespor. Dalla TFF 2. Lig 2022-2023 sono stati promossi il Çorum, il Kocaelispor e il Şanlıurfaspor.

### Formula
Le 18 squadre partecipanti si affrontano in un girone all'italiana con doppie partite di andata e ritorno, per un totale di 34 giornate. Le prime due classificate sono promosse direttamente in Süper Lig. Le squadre classificate dal terzo al sesto posto si affrontano nei play-off promozione e la squadra vincitrice viene promossa in Süper Lig. Le ultime tre classificate sono retrocesse in TFF 2. Lig.

## Squadre partecipanti
| Squadra          | Città                  | Stadio                          | Stagione precedente                       |
| ---------------- | ---------------------- | ------------------------------- | ----------------------------------------- |
| Adanaspor        | Adana                  | Adana 5 Ocak Stadyumu           | 17º in TFF 1. Lig ritirato dal campionato |
| Altay            | Smirne (Alsancak)      | Mustafa Denizli di Alsancak     | 12º in TFF 1. Lig                         |
| Bandırmaspor     | Bandirma               | Stadio 17 settembre di Bandirma | 10º in TFF 1. Lig                         |
| Bodrum           | Bodrum                 | Bodrum İlçe Stadium             | 4º in TFF 1. Lig                          |
| Boluspor         | Bolu                   | Bolu Atatürk Stadyumu           | 11º in TFF 1. Lig                         |
| Çorum            | Çorum                  | Stadio Çorum City               | 1º nel gruppo bianco di TFF 2. Lig        |
| Erzurumspor      | Erzurum                | Stadio Kâzım Karabekir          | 13º in TFF 1. Lig                         |
| Eyüpspor         | Istanbul (Eyüp)        | Stadio Eyüp                     | 6º in TFF 1. Lig                          |
| Gençlerbirliği   | Ankara (Yenimahalle)   | Stadio Eryaman                  | 15º in TFF 1. Lig                         |
| Giresunspor      | Giresun                | Complesso sportivo Çotanak      | 16º in Süper Lig                          |
| Göztepe          | Smirne (Konak-Göztepe) | Necmi Kadıoğlu Stadyumu         | 7º in TFF 1. Lig                          |
| Kocaelispor      | İzmit                  | Stadio Kocaeli                  | 1º nel gruppo rosso di TFF 2. Lig         |
| Manisa           | Manisa                 | Stadio 19 maggio                | 8º in TFF 1. Lig                          |
| Sakaryaspor      | Adapazarı              | Stadio Nuovo di Sakarya         | 5º in TFF 1. Lig                          |
| Şanlıurfaspor    | Sanliurfa              | Stadio Sanliurfa                | 2º nel gruppo bianco di TFF 2. Lig        |
| Tuzlaspor        | Istanbul (Tuzla)       | Stadio Municipale               | 14º in TFF 1. Lig                         |
| Ümraniyespor     | Istanbul (Umraniye)    | Stadio Municipale               | 17º in Süper Lig                          |
| Yeni Malatyaspor | Malatya                | Stadio nuovo di Malatya         | 19º in TFF 1. Lig ritirato dal campionato |

## Classifica finale
|  | Pos. | Squadra          | Pt      | G  | V  | N  | P  | GF | GS | DR  |
|  | ---- | ---------------- | ------- | -- | -- | -- | -- | -- | -- | --- |
|  | 1.   | Eyüpspor         | 75      | 34 | 24 | 3  | 7  | 77 | 31 | +46 |
|  | 2.   | Göztepe          | 70      | 34 | 21 | 7  | 6  | 60 | 20 | +40 |
|  | 3.   | Sakaryaspor      | 60      | 34 | 17 | 9  | 8  | 50 | 35 | +15 |
|  | 4.   | Bodrumspor       | 57      | 34 | 15 | 12 | 7  | 43 | 22 | +21 |
|  | 5.   | Çorum            | 56      | 34 | 16 | 8  | 10 | 55 | 36 | +19 |
|  | 6.   | Kocaelispor      | 55      | 34 | 16 | 7  | 11 | 48 | 41 | +7  |
|  | 7.   | Boluspor         | 53      | 34 | 15 | 8  | 11 | 33 | 35 | -2  |
|  | 8.   | Gençlerbirliği   | 51      | 34 | 13 | 12 | 9  | 39 | 33 | +6  |
|  | 9.   | Bandırmaspor     | 50      | 34 | 13 | 11 | 10 | 49 | 32 | +17 |
|  | 10.  | Erzurumspor (-3) | 44      | 34 | 12 | 11 | 11 | 30 | 34 | -4  |
|  | 11.  | Ümraniyespor     | 43      | 34 | 12 | 7  | 15 | 40 | 47 | -7  |
|  | 12.  | Manisa           | 40      | 34 | 9  | 13 | 12 | 40 | 40 | 0   |
|  | 13.  | Keçiörengücü     | 40      | 34 | 10 | 10 | 14 | 34 | 43 | -9  |
|  | 14.  | Adanaspor        | 39      | 34 | 11 | 6  | 17 | 28 | 45 | -17 |
|  | 15.  | Şanlıurfaspor    | 38      | 34 | 9  | 11 | 14 | 32 | 37 | -5  |
|  | 16.  | Tuzlaspor        | 38      | 34 | 9  | 11 | 14 | 35 | 47 | -12 |
|  | 17.  | Altay (-9)       | 10      | 34 | 5  | 4  | 25 | 16 | 76 | -60 |
|  | 18.  | Giresunspor (-3) | 7       | 34 | 2  | 4  | 28 | 16 | 71 | -55 |
|  | ---  | Yeni Malatyaspor | Esclusa |    |    |    |    |    |    |     |

Legenda:
      Promossa in Süper Lig 2024-2025
 Ammessa ai play-off
      Ammessa alla finale playoff
      Retrocessa in TFF 2. Lig 2024-2025
Note:
Tre punti a vittoria, uno a pareggio, zero a sconfitta.
Note:
L'Altay ha scontato 9 punti di penalizzazione per non aver soddisfatto i requisiti di licenza.
Giresunspor e Erzurumspor hanno scontato 3 punti di penalizzazione.

## Play-off

### Tabellone
|  | Quarti di finale | Quarti di finale | Quarti di finale |  |  | Semifinali | Semifinali | Semifinali | Semifinali  | Semifinali  |   |   | Finale | Finale     | Finale     | Finale | Finale |  |
|  |                  |                  |                  |  |  |            |            |            |             |             |   |   |        |            |            |        |        |  |
|  | 4                | Bodrumspor       | 2                |  |  |            |            |            |             |             |   |   |        |            |            |        |        |  |
|  | 7                | Boluspor         | 0                |  |  | 4          | Bodrumspor | 1          | 1           | 2           |   |   |        |            |            |        |        |  |
|  |                  |                  |                  |  |  | 5          | Çorum      | 1          | 0           | 1           |   |   |        |            |            |        |        |  |
|  |                  |                  |                  |  |  |            |            |            |             |             |   |   | 3      | Bodrumspor | Bodrumspor | 3      | 3      |  |
|  | 5                | Çorum            | 2                |  |  |            |            | 4          | Sakaryaspor | Sakaryaspor | 1 | 1 |        |            |            |        |        |  |
|  | 6                | Kocaelispor      | 1                |  |  |            |            |            |             |             |   |   |        |            |            |        |        |  |
|  |                  |                  |                  |  |  |            |            |            |             |             |   |   |        |            |            |        |        |  |